# Cmentarz ewangelicki w Sosnowcu

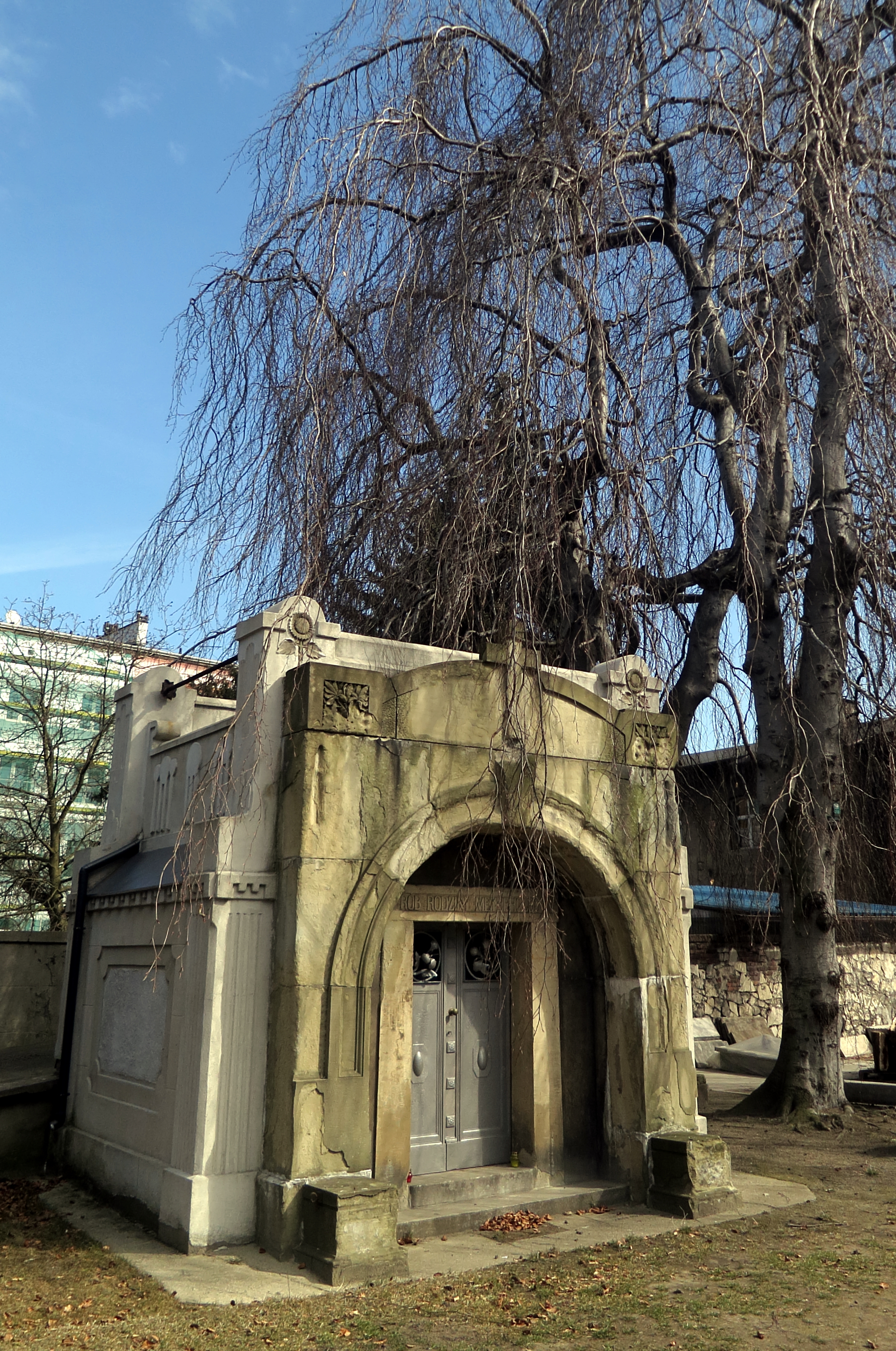
Grobowiec Meyerholdów

Cmentarz ewangelicki w Sosnowcu – cmentarz parafialny wchodzący w skład Cmentarza Wielowyznaniowego w Sosnowcu.

## Historia cmentarza
Cmentarz został założony w 1894 r. (tę datę potwierdzają oryginalne dokumenty przechowywane w archiwum parafii ewangelickiej – spisany w języku rosyjskim protokół na temat przekazania, sprzedaży gruntów pod cmentarz ewangelicki oraz sprawozdanie z posiadanego majątku sporządzone dla konsystorza przez ks. Eugeniusza Ernesta Uthke). Nad cmentarzem góruje mauzoleum Dietlów, położone w centralnej części cmentarza. Cmentarz podzielony jest na siedem sektorów. Od 1998 r.  cmentarz i budynek przycmentarny są formalną własnością ewangelicko-augsburskiej parafii św. Jana w Sosnowcu.
Znajdują się tutaj m.in. grobowce rodzinne sosnowieckich przemysłowców Dietelów, Schönów, Lamprechtów i Meyerholdów. 
14 marca 2009 r. z okazji 170-lecia urodzin Henryka Dietla na cmentarzu ewangelickim w Sosnowcu, przed mauzoleum rodziny Dietlów została uroczyście odsłonięta tablica pamiątkowa poświęcona zasłużonemu. 

## Pochowani na cmentarzu
Źródło:
Cmentarz jest nekropolią wielu sosnowiczan. Spoczywają tu m.in.:
- Kryspian Adamczyk (1931–2014) – rysownik, grafik, projektant architektury wystawienniczej i wnętrz, artysta-malarz,
- Heinrich Dietel (1839–1911) – sosnowiecki przemysłowiec, filantrop i społecznik spoczywając w mauzoleum rodziny Dietlów,
- Klara Dietel (1857–1930) – żona Heinricha Dietla,
- Alfons Karol Jung (1868–1923) – inżynier-technolog, długoletni dyrektor Spółki Akcyjnej budowy kotłów parowych i maszyn "W. Fitzner & K. Gamper" w Sosnowcu,
- Jerzy Kram (1916–1995) – językoznawca, polonista, autor książek, wykładowca szkół średnich i ośrodków doskonalenia zawodowego nauczycieli,
- Paul Lamprecht (1844–1907) – sosnowiecki przemysłowiec,
- Paweł Aleksander Lamprecht (1882–1964) – sosnowiecki przemysłowiec,
- Ludwig Mauve (1840–1915) – inżynier górnictwa, dyrektor dóbr należących do spadkobierców hrabiego Jana Renarda w Sosnowcu,
- Konrad Gamper (1846–1899) –  wybudował w sosnowieckim Konstantynowie wytwórnię kotłów parowych,
- Jan Meyerhold (1860–1929) – sosnowiecki przemysłowiec,
- Adolf Paqualen (1871–1953) – pułkownik piechoty Wojska Polskiego,
- Helena Sołtykowska (1902–1960) – artystka Opery Śląskiej w Bytomiu,
- ks. Jerzy Tytz (1888–1944) – duchowny luterański,
- Waldemar Zillinger (1888–1957) – fizyk, nauczyciel, długoletni dyrektor Liceum im. Stanisława Staszica w Sosnowcu.